# Бернијер на Сени
Бернијер Бернијер на Сени (фр. Bernières-sur-Seine) насеље је и општина у северној Француској у региону Горња Нормандија, у департману Ер која припада префектури Andelys.
По подацима из 2011. године у општини је живело 328 становника, а густина насељености је износила 49,32 становника/km². Општина се простире на површини од 6,65 km². Налази се на средњој надморској висини од 15 метара (максималној 37 m, а минималној 7 m).

## Демографија
| 1962. | 1968. | 1975. | 1982. | 1990. | 1999. | 2011. |
| ----- | ----- | ----- | ----- | ----- | ----- | ----- |
| 124   | 154   | 159   | 182   | 234   | 246   | 328   |

График промене броја становника у току последњих година